# フランシス・グレスナー・リー
フランシス・グレスナー・リー（英: Frances Glessner Lee、1878年3月25日 - 1962年1月27日）は、アメリカ合衆国の法科学者であり、同国の法科学の発展に寄与したひとりである。彼女は実際の殺人事件現場から着想を得て1/12スケール（ドールハウス・スケール）の精巧なジオラマを20点制作した。『未解明の死のナットシェル研究』と名付けられたこのシリーズは、うち18点が現在でもメリーランド州監察医務局 (Maryland Office of the Chief Medical Examiner) で殺人現場の捜査官の訓練用に活用されているほか、現在では芸術作品とも見なされている。リーはまたハーバード大学法医学部 (Department of Legal Medicine at Harvard) の設立にも尽力し、ここにマグラス法医学図書館 (The Magrath Library of Legal Medicine) を寄贈した。彼女はアメリカ合衆国初の女性警部となり、また「科学捜査の母」"Mother of forensic science" と呼ばれるようになった。

## 幼少期と私生活
グレスナー・リーは1878年3月25日にイリノイ州シカゴで生まれた。父ジョン・ジェイコブ・グレスナー (John Jacob Glessner) はインターナショナル・ハーヴェスターで富を得た実業家であった。彼女は男きょうだいと共に自宅教育を受けたが、この男兄弟はハーバード大学へと進学した。彼女は法律家ブルーエット・ハリソン・リーと結婚したが、離婚に終わった。1930年代はじめ、彼女は法医学分野での研究を始める。インターナショナル・ハーヴェスターに関連する遺産を受け継ぎ、その遺産を刑事たちがどう手掛かりを得ているのかという興味に費やすことにした。
彼女の完璧主義とそのジオラマは、彼女の家庭環境をよく反映しているという。父は高級家具のコレクターで、家具とこれを飾り立てた自分たちの家（ヘンリー・ホブソン・リチャードソン設計）について本を書くほどだった。現在この建物はジョン・J・グレスナー・ハウスとして公開されている。グレスナー・リーはシャーロック・ホームズシリーズが大のお気に入りだった。ベスレヘムの302号線沿いには、彼女の業績を讃えてプラークが建てられている (en) 。

## キャリア
グレスナー・リーは男きょうだいのクラスメイト、ジョージ・バージェス・マグラス (George Burgess Magrath) に感化された。マグラスはハーバード大学医学大学院で学び、特に法医学調査に興味を持っていた。ふたりはマグラスが1938年に亡くなるまで近しい友人であり続けた。マグラスはボストンで検視局長の職に就き、グレスナー・リーと共に検視官を医学の専門家に替えるよう運動を行った。グレスナー・リーはまたハーバード大学法医学部 (Department of Legal Medicine at Harvard) の設立に寄進し（1931年創立、アメリカ合衆国初）、マグラスの名を冠したジョージ・バージェス・マグラス図書館も作った。また法科学推進のための全米組織・ハーバード警察科学協会 (The Harvard Associates in Police Science) 設立にも寄付したが、この協会には彼女の名を冠したフランシス・グレスナー・リー他殺学校 (The Frances Glessner Lee Homicide School) がある。ハーバードのプログラムは、他の州にも影響を及ぼし、検視官システムを変えることに繋がった。

### 未解明の死のナットシェル研究

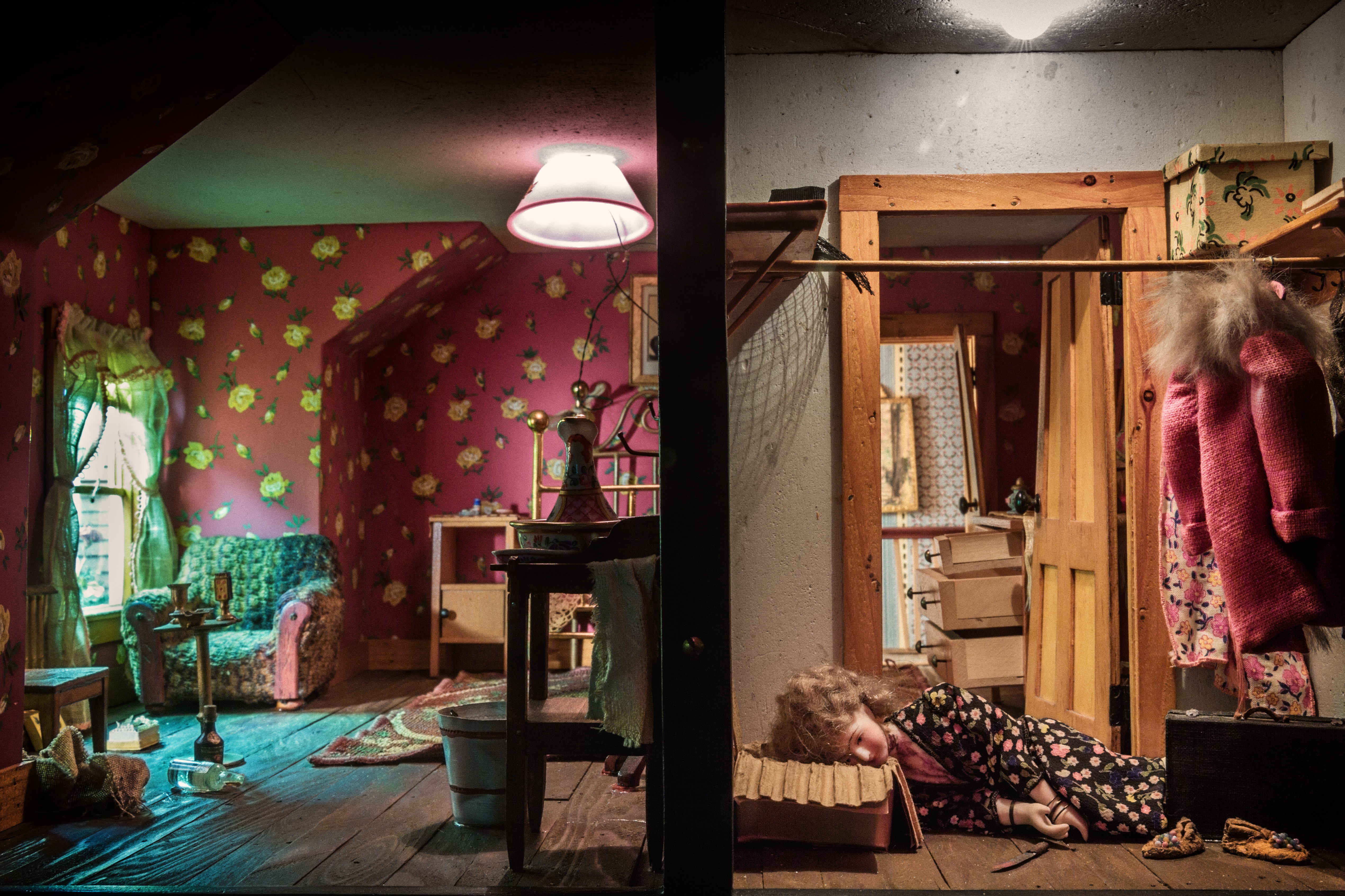
「赤の寝室のジオラマ」(The Red Bedroom Diorama)

1940年代から1950年代にかけて、リーは他殺事件捜査に関する年2回のセミナーシリーズを主催することになった。刑事や検察官、その他の捜査官などが1週間のカンファレンスに招かれ、この場で彼女は実際の殺人現場を再現した精巧なジオラマ、『未解明の死のナットシェル研究』(Nutshell Studies of Unexplained Death) を参加者に見せた。このジオラマの扉や窓は実際に動かせ、電灯を点けることもできた。20点のジオラマは難事件を元に作られており、参加者たちが関連する全ての証拠を集められるか試す目的で作られたものだった。ジオラマでは複数の死因が取り上げられており、リーが実際に見た剖検や犯罪現場の様子から組み立てられている。
彼女はジオラマの細部まで作り込むことに心血を注いだ。部屋にはねずみ取りやロッキングチェア、キッチンには食べ物が置かれ、遺体が現場で変色したり膨満したりする様子まで再現されている。製作費は1点あたり 3,000 - 4,500 ドル（当時の4,500ドルは2023年時点の$56,988と同等）であった。学生たちには現場の観察として90分の時間が与えられた。1週間のセミナーはザ・リッツ・カールトンでのバンケットで締めくくられたという。オリジナルのジオラマのうち18点は、現在でもメリーランド州監察医務局のセミナーで使用されている。
業績が讃えられ、1943年10月27日にはニューハンプシャー州警察の名誉警部 (honorary captain) の称号が贈られたが、これにより彼女は国際警察長協会に名を連ねた初の女性となった。

## 関連する著作物

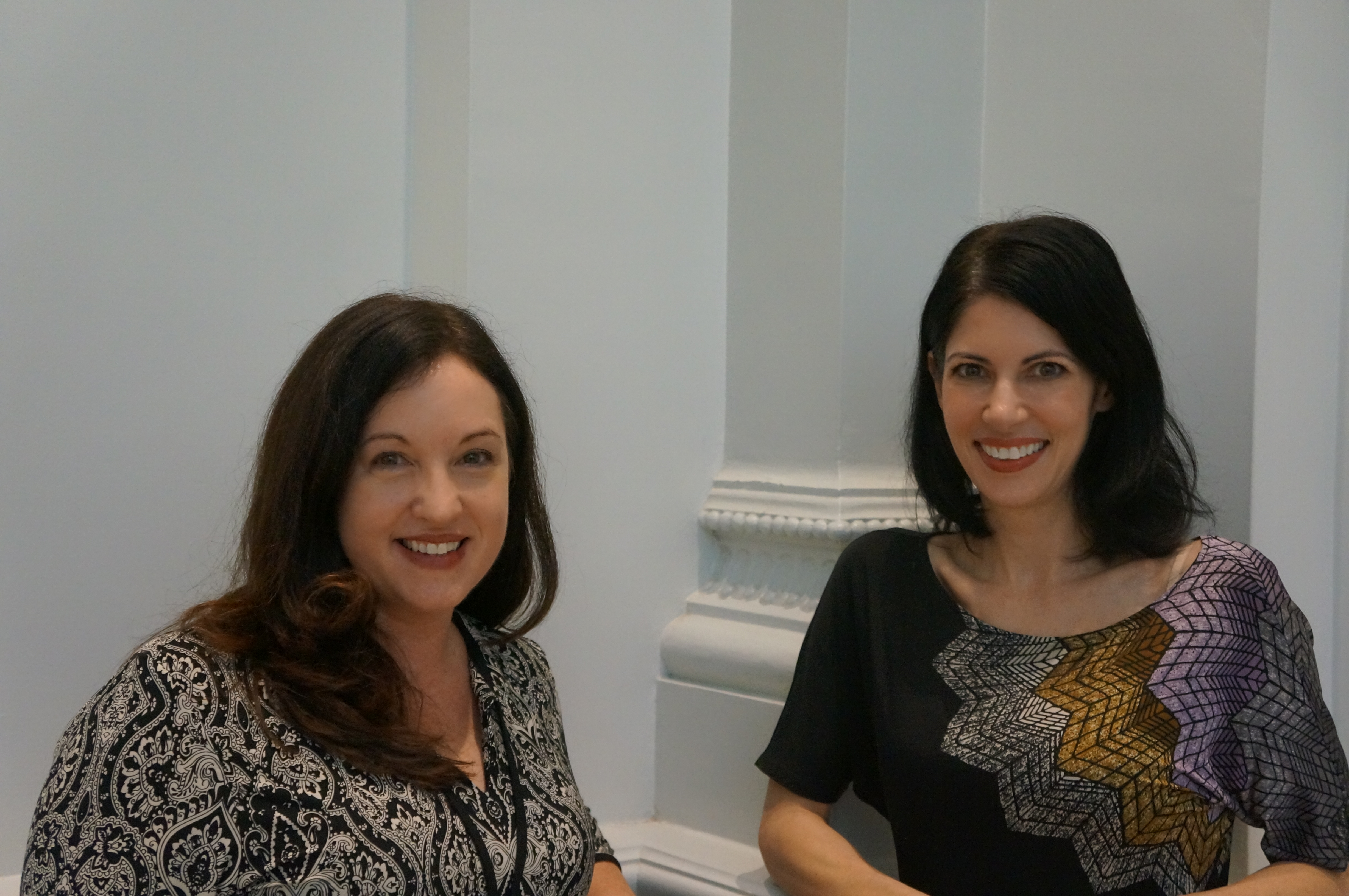
2017年11月18日、レンウィック・ギャラリー (The Renwick Gallery) にて。ノーラ・アトキンソンとスーザン・マークスがグレスナー・リーに関する映画の撮影準備に入ったところ

- テレビドラマ『CSI:科学捜査班』に登場するナタリー・デイヴィス (en) の人物造型は、『未解明の死のナットシェル研究（英語版）』に着想を得ている[18]。
- ジョシュア・ギーによる『エンサイクロペディア・ホリフィカ（英語版）』（原題）で彼女が紹介されている[19]。
- E・S・ガードナーとは友人関係であり、ガードナーは "The Case of the Dubious Bridegroom" をはじめいくつかの探偵小説で彼女に献辞を贈っている[3][20]。またガードナーはグレスナー・リーによる犯罪学セミナーに参加していたこともあった[21]。
- BBC Oneのドラマ『ブラウン神父（英語版）』シーズン5第7話「些細な出来事」"The Smallest of Things" に当叙するアグネス・レッサー (Agnes Lesser) のキャラクターは、グレスナー・リーを基にしている[22]。
- スミソニアン・アメリカ美術館（英語版）のレンウィック・ギャラリー（英語版）では、2017年10月20日から2018年1月28日にかけて、『未解明の死のナットシェル研究』のうち現存する18点のジオラマを展示する展覧会が開かれた[1]。スポンサーにはアメリカ合衆国法科学会（英語版）も名を連ねた[5]。また2017年11月18日には、スーザン・マークスが監督した映画 "Murder in a Nutshell: The Frances Glessner Lee Story" がレンウィック・ギャラリーで初公開され、映画の製作者たちが討論するトークセッションも組まれた[23]。
- グレスナー・リーと犯罪現場ジオラマ作成などを含む彼女の先駆的業績は、『NCIS 〜ネイビー犯罪捜査班』シーズン17第17話で取り上げられた (en) 。
- ブルース・ゴールドファーブ (Bruce Goldfarb) による伝記である "18 Tiny Deaths: The Untold Story of Frances Glessner Lee and the Invention of Modern Forensics" は、2020年2月4日にソースブックス（英語版）より発売された[2]。
- 漫画『Q.E.D.iff』ドールハウスの殺人事件シリーズで紹介される。

## 発展資料
- Goldfarb, Bruce (2020). 18 Tiny Deaths: The Untold Story of Frances Glessner Lee and the Invention of Modern Forensics. Sourcebooks. ISBN 1492680478
- Botz, Corinne May (2004). The Nutshell Studies of Unexplained Death. New York: Monacelli. ISBN 978-1-58093-145-8. OCLC 54826032
- “How A Doll-Loving Heiress Became The Mother Of Forensic Science”. Huffington Post (2017年10月23日). 2021年4月29日閲覧。
- Jeltsen, Melissa (2018年2月2日). “These Bloody Dollhouse Scenes Reveal A Secret Truth About American Crime”.   Huffington Post. 2021年4月29日閲覧。
- Rosberg, Gerald M. (1966年12月6日). “A Colloquium on Violent Death Brings 30 Detectives to Harvard”.  ザ・ハーバード・クリムゾン（英語版）. 2021年4月29日閲覧。
- Uebel, Michael (2017). “Corpus Delicti: Frances Glessner Lee and the Art of Suspicion”. Epidemiology and Psychiatric Sciences 27 (2):  124-126. doi:10.1017/S2045796017000543. PMC 6998953. PMID 28965511.